# حرف فرعي
الحرف الفرعي هو كل صوت يخرج من مخرج مقدر أو الذي تتردد بين مخرجين. وكذلك الحركة الفرعية وهي: المترددة بين حركتين. خلافها الحروف الأصلية، والحركات الأصلية الثلاثة.